# A-103
A-103 è stata una missione della NASA del programma Apollo, l'ottava senza equipaggio di un Saturn, con lo scopo di portare nello spazio il primo dei tre satelliti Pegasus per lo studio degli impatti con le micrometeoriti.